# 120 mm moździerz wz. 40 ST
Moździerz 120 mm wz. 40 ST – prototyp polskiego moździerza kalibru 120 mm, zbudowanego w 1938 roku w zakładach SMPzA.
Najpopularniejszym polskim moździerzem okresu międzywojennego był moździerz piechoty 81 mm wz. 31. Potrzeba było jednak moździerza mogącego pełnić zadanie na szczeblu pułku. Pierwsze prace nad nowym moździerzem kal. 120 mm miały miejsce w 1933 roku. Zostały jednak przerwane z powodu podobnej oferty firmy Brandt. Do jej realizacji jednak nie doszło.

## Prace
W 1936 w planie rozwoju i modernizacji sił zbrojnych pojawiły się zamiary skonstruowania moździerza 120 mm. Wznowiono prace nad przerwaną konstrukcją moździerza z 1933, zmieniając jego parametry. Rysunki konstrukcji wykonały Zakłady Starachowickie.
1 lutego 1938 pierwszy prototyp dostarczyła wytwórnia SMPzA. W lipcu 1938 przeprowadzono testy poligonowe w Zielonce. Wykazały one wady moździerza takie jak: gęsty dym wylotowy, niską szybkostrzelność i zbyt duży zasięg minimalny. 
Dalsze prace były prowadzone w Zakładach Starachowickich. Usprawniony został system podnoszenia w celu usprawnienia ładowania oraz nowy zamek klinowy. Wersji opracowanej w Zakładach Starachowickich nadano symbol wz. 40 ST. Podczas prób terenowych w marcu i kwietniu 1939 roku, stwierdzono, że w nowej wersji moździerza wyeliminowano zauważone wady. 

## Konstrukcja
Moździerz posiadał gwintowaną lufę pozwalającą na wykorzystywanie w nim amunicji artyleryjskiej. Zamek śrubowy, lufa osadzona w dwuściennym łożu górnym z hydrauliczno-sprężynowym oporopowrotnikiem. Koła ogumione. Moździerz był przystosowany zarówno do trakcji konnej jak i motorowej. Średnia prędkość holowania wynosiła 30-40 km/h.